# Желчо Мандаджиев
Желчо Минчев Мандаджиев е български актьор, режисьор, преподавател във ВИТИЗ „Кръстьо Сарафов“ и театрален деец.

## Биография
Роден е на 15 март 1915 г. в Бургас. От 1936 г. играе в театрите в Плевен, Бургас, Русе, Пловдив, Враца и Варна. През 1952 г. завършва режисура в ГИТИС в Москва при проф. Горчаков. След завръщането си в България е главен режисьор в Народен театър на младежта. Директор е на театър „Трудов фронт“, Държавен сатиричен театър, Драматичен театър – Варна. От 1953 г. преподава във ВИТИЗ, през 1970 г. е избран за професор. В периода 1961 – 1964 е ректор на института. Почива на 3 март 2000 г. във Варна.
Сред учениците му са Ева Волицер, Бистра Марчева, Николай Узунов, Светозар Неделчев, Мариана Аламанчева, Наталия Бардская, Йорданка Кузманова, Илия Раев, Жоржета Чакърова, Климент Денчев, Ангел Георгиев, Михаил Мутафов, Виолета Гиндева, Мариана Димитрова, Явор Милушев.

### Личен живот
Женен е за Пенка Мандаджиева, с която имат дъщеря Невена Мандаджиева. Има един внук и една внучка.

## Награди
- „Аскеер“ за цялостно творчество, 1994

## Театрални роли
- Отело – „Отело“ от Уилям Шекспир
- Д-р Гаврилов – „Щастие“ от Орлин Василев
- Найден – „Майстори“ от Рачо Стоянов[1]

## Постановки
- „Буря“ от Александър Островски
- „Под игото“ от Иван Вазов
- „Майстори“ от Рачо Стоянов
- „Последните“ от Максим Горки[1]

## Филмография
| Година    | Филми и Сериали      | Серии | Роля                                                         |
| --------- | -------------------- | ----- | ------------------------------------------------------------ |
| 1986      | За къде пътувате     |       | професор                                                     |
| 1975      | Магистрала           |       | пълномощникът на централния комитет                          |
| 1974      | Последният ерген     |       |                                                              |
| 1973      | ...И дойде денят     |       | Агура                                                        |
| 1971      | Гола съвест          |       | кметът                                                       |
| 1971      | Демонът на империята | 10    |                                                              |
| 1970      | С особено мнение     |       | прокурорът                                                   |
| 1970      | Цитаделата отговори  |       | генералът                                                    |
| 1969-1971 | На всеки километър   | 26    | (в 2 серии: 2-ра - „Двете китари“ и 5-а: „Насрещни влакове“) |
| 1964      | Непримиримите        |       | Серафим                                                      |
| 1956      | Следите остават      |       | бащата на Пешо                                               |